# Юронга
Юронга — река в России, протекает по Нижегородской области и Республике Марий Эл. Устье реки находится в 105 км от устья Ветлуги по левому берегу. Длина реки составляет 88 км, площадь водосборного бассейна — 1360 км².
Исток реки находится в Тонкинском районе в 17 км западнее посёлка Шаранга. Вскоре после истока перетекает на территорию Шарангского района, ещё ниже на территорию Воскресенского. В нижнем течении некоторое время течёт вдоль границы Нижегородской области и республики Марий Эл, затем пересекает границу и впадает в Ветлугу выше села Козиково. Почти всё течение реки проходит по населённому, частично заболоченному лесному массиву. В среднем течении на реке деревни Кубы, Большое Поле и Малая Юронга.

## Притоки
Притоки указаны от истока к устью:

- 11 км: ручей Лыка (лв)
- 14 км: река Кума (лв)
- 35 км: река Куга (лв)
- 43 км: река Тюньга (лв)
- 48 км: река Чернушка (пр)
- 52 км: река Шушкан (лв)
- река Чемодановка (лв)
- 58 км: река Большая Шорья (пр)
- 61 км: река Шапша (пр)
- река Илешма (лв)
- 67 км: река Пиштань (пр)
- 70 км: река Нуса (лв)
- река Куса (лв)
- река Боровка (пр)

## Данные водного реестра
По данным государственного водного реестра России относится к Верхневолжскому бассейновому округу, водохозяйственный участок реки — Ветлуга от города Ветлуга и до устья, речной подбассейн реки — Волга от впадения Оки до Куйбышевского водохранилища (без бассейна Суры). Речной бассейн реки — (Верхняя) Волга до Куйбышевского водохранилища (без бассейна Оки).
Код объекта в государственном водном реестре — 08010400212110000043588.